# 2014년 kt wiz 시즌
2014년 Kt 위즈 시즌은 Kt 위즈가 2013년 창단 후 KBO 퓨처스리그에 참가한 첫 시즌이다. 2013년 취임한 조범현 감독이 KBO 퓨처스리그에 참가한 첫 시즌이며, 신명철이 주장을 맡았다. 팀은 88경기 41승 10무 37패로 북부리그 6팀 중 3위를 기록했다. 남부리그 팀까지 합치면 12팀 중 5번째로 높은 승률을 기록했다.

## 코치 및 프런트
- 구단주 : 황창규
- 명예구단주 : 염태영
- 대표이사 : 권사일, 김영수
- 단장 : 주영범, 김진훈
- 운영팀장 : 나도현
- 타격코치 : 채종범, 이숭용
- 투수코치 : 윤형배, 김봉근, 정명원
- 수비코치 : 김민재, 박재현
- 불펜코치 : 전병호
- 배터리코치 : 장재중
- 전력분석코치 : 김경남
- 응원단장 : 심윤섭

## 타이틀
- 2014 WBSC U-21 야구 월드컵 3위: 안중열, 이지찬
- 플레이어스 초이스 어워드 퓨처스타자상: 김지열
- 플레이어스 초이스 어워드 퓨처스투수상: 박세웅
- 퓨처스 올스타: 강혜성, 박세웅, 문상철, 신용승
- 사이클링 히트: 김지열 (역대 21호)
- 홈런: 김지열 (23)
- 북부리그 다승: 박세웅 (9)
- 타석: 김지열 (384)
- 타수: 김지열 (337)
- 득점: 김지열 (94)
- 안타: 김지열 (125)
- 도루: 김지열 (37)
- 볼넷: 김동욱 (68)
- 장타율: 김지열 (0.674)
- 출루율: 김동욱 (0.498)
- 이닝: 박세웅 (118)
- 탈삼진: 박세웅 (123)
- 북부리그 홀드: 고영표 (6)

## 선수단
- 선발투수 : 황덕균, 박세웅, 마이크, 조현우, 시스코, 심재민
- 구원투수 : 오현민, 강혜성, 안현준, 양형진, 정수봉, 류희운, 김주원, 한윤기, 이윤학, 이영준, 고영표, 배우열, 김건국, 이준형
- 마무리투수 : 채선관, 윤동건
- 포수 : 안중열, 김종민, 안승한
- 1루수 : 조중근, 장현진, 최현철, 안진근
- 2루수: 김병희, 이지찬, 신명철, 조경민
- 유격수: 심우준, 김영환, 김민준, 한윤섭
- 3루수: 문상철, 황석호
- 좌익수 : 신용승, 한상일, 안상민, 이상원
- 중견수: 김지열, 송민섭
- 우익수: 김민혁, 김성윤, 유영현
- 지명타자: 김동욱

### 미출전 선수
- 투수: 김동영, 박주환, 이범정, 이원재, 이호준, 허정민, 이광근, 이성주
- 포수: -
- 내야수: 김응래
- 외야수: 양효석, 김진곤

## 여담
- 마이크 로리는 1월 20일에 구단 역사상 첫 외국인 선수로 영입되었다.
- 시스코, 한상일, 채선관은 구단 사상 최초로 자유계약으로 입단했다.
- 강혜성, 김동영, 박주환, 이범정, 이원재, 이호준, 채선관, 허정민, 최현철, 황석호, 송민섭, 안상민은 구단 사상 최초로 육성선수로 입단했다.
- 김지열은 KBO 퓨처스리그 역대 2번째 단일 시즌 20홈런-20도루를 기록했다.
- 2월 11일에 넥센 히어로즈로부터 조중근을 영입하는 구단 사상 첫 트레이드를 진행했다.
- 앞서 2013년에 투수 류희운과 심재민을 우선 지명으로 영입했고 2014 신인드래프트에서 투수 박세웅이 1차 지명되어 구단 사상 첫 1차 지명 선수가 되었다. 투수 고영표는 2차 1라운드 10순위로 지명되었다.
- 2014 신인드래프트에서 내야수 문상철이 특별지명 1순위, 포수 안승한이 특별지명 2순위, 외야수 김성윤이 2차 3라운드 10순위로 지명되어 포지션별로 구단 사상 최초의 신인드래프트 지명 선수들이 되었다.
- 2014 2차 드래프트에서 1라운드에 김주원을 영입함으로써 김주원은 구단 최초의 2차 드래프트 지명자가 되었다.
- 7월 24일에 고양 원더스의 외야수 김진곤을 영입했다. 이로써 김진곤은 고양 원더스에서 프로로 직행한 마지막 선수가 되었다.
- 조중근은 KBO 퓨처스리그 사상 최초로 통산 2000타수를 달성했다.
- 신민재는 kt 위즈에서 경찰 야구단에 입대한 최초의 선수가 되었다.

## 같이 보기
- 2015년 Kt 위즈 시즌
- 2016년 Kt 위즈 시즌
- 2017년 Kt 위즈 시즌
- 2018년 Kt 위즈 시즌
- 2019년 Kt 위즈 시즌